# Philipp Schlosser
Pour les articles homonymes, voir Schlosser.
Philipp Schlosser est un joueur d'échecs allemand né le 19 août 1968 à Munich, grand maître international depuis 1992. Au 1er juin 2021, il est le 43e joueur allemand avec un classement Elo de 2 506 points.

## Carrière aux échecs
Philipp Schlosser obtint le titre de grand maître international en 1992. En 1993, il gagna  l'open de Baden-Baden (ex æquo avec Zurab Sturua). Il finit premier ex æquo de l'Open de Cappelle-la-Grande en 2003.
Il finit premier ex æquo du championnat international d'Allemagne en 1986 (ex æquo et troisième au départage après les Britanniques John Nunn vainqueur au départage et Nigel Short) et du championnat d'Allemagne réunifiée 1995 (cinq joueurs finirent à égalité avant les départages). Avec différents clubs, il remporta seize titres de champion d'Allemagne par équipes (Schach Bundesliga) de 1993 à 2015. 
Il a représenté l'Allemagne au troisième échiquier lors de la Coupe nordique en 1989 (médaille d'or individuelle et médaille de bronze par équipe), puis à trois reprises lors de la Mitropa Cup en 1990, 1991 et 1993, remportant trois médailles par équipe (or, bronze et argent) ainsi que la médaille d'or individuelle au troisième échiquier en 1991. En 1992, il remporta la médaille d'or par équipe à la Coupe d'Europe des clubs d'échecs 1991-1992 avec le club d'échecs du FC Bayern Munich (il jouait comme remplaçant et annula sa partie lors de la dernière ronde).